# Fontanny Ołomuńca
Fontanny Ołomuńca – zespół fontann, rozmieszczonych w różnych punktach Starego Miasta w Ołomuńcu na Morawach, w Republice Czeskiej.
Podstawą zaopatrzenia w wodę w dawnym Ołomuńcu były studnie, drążone na poszczególnych działkach. Nie wszędzie było to jednak możliwe, w związku z czym powstawały też ogólnodostępne, publiczne zdroje wody. Były one utrzymywane w czystości i pieczołowicie konserwowane, ponieważ wodociągi zaczęły funkcjonować w mieście dopiero w samym końcu XIX w.
Łącznie obecnie (2011 r.) na terenie Ołomuńca znajduje się co najmniej 25 fontann i innych podobnych, ogólnodostępnych zdrojów wody. Część z nich wyróżnia się z racji wielkości, wartości artystycznej i znaczenia w dziejach miasta. Siedem z nich to duże kompozycje barokowe, pochodzące z ostatniej ćwierci XVII lub z pierwszej połowy XVIII w., których tematami są postacie z mitologii i historii starożytnej:
- fontanna Neptuna,
- fontanna Herkulesa,
- fontanna Trytonów,
- fontanna Juliusza Cezara,
- fontanna z delfinem,
- fontanna Merkurego,
- fontanna Jupitera.

Ósma fontanna to neobarokowa, nawiązująca do poprzednich tematyką
- fontanna Higiei.

Pozostałe dwie, godne uwagi fontanny pochodzą z pierwszej dekady XXI w.:
- fontanna Ariona
- Źródło Żywej Wody św. Jana Sarkandra.